# Sepulcro dos Domícios
Sepulcro dos Domícios, também conhecido como Mausoléu dos Domícios Enobarbos, é uma antiga tumba da primeira idade imperial que fica localizada sob a moderna basílica de Santa Maria del Popolo, no rione Campo Marzio, no sopé do monte Pincio.
Ali foram sepultadas as cinzas de Nero, conservadas numa urna de pórfiro abrigada num altar de mármore de Carrara.

## História e descrição
A destruição do mausoléu, que sobreviveu até o início do século XII, se deu por ordem do papa Pascoal II e tinha por objetivo apagar a memória popular do imperador Nero que ainda sobrevivia apesar de terem se passado mais de mil anos desde a sua morte. Um homem particularmente supersticioso, o papa ficou obsecado com os corvos que pousavam numa nogueira secular  plantada perto do sepulcro famíliar dos Domícios Enobarbos. Ele temia que os corvos fossem demônios que testemunhariam a reencarnação do imperador, por séculos identificado com o Anticristo.
A convicção de Pascoal derivava do bizarro silogismo de alguns autores cristãos como Vitorino, Comodiano e Sulpício Severo, que haviam ligado um trecho do livro do Apocalipse 13 (Apocalipse 13:11–18), que afirmava que o número da Besta era 666, com o fato de que, somando os valores numéricos das letras que compõem o nome "Nero César" no alfabeto hebraico, o resultado obtido era 666.
Além da convicção do próprio Pascoal, a tumba havia se transformado num problema sério sobretudo para o povo romano. O medo que Nero provocava na figura do Anticristo era uma crença popular que a elite intelectual cristã via com suspeição; na obra de Santo Agostinho "Cidade de Deus", o autor escreveu "há, portanto, pessoas que afirmam que Nero ressurgirá e se transformará no Anticristo [...] Quanto a mim, estou muito impressionado com a grande presunção daqueles que arriscam conjecturas deste tipo". Esta crença popular, enraizada a partir do século III, era um espinho para a liderança da Igreja Católica.
É difícil saber atualmente com certeza o motivo real: se por uma convicção sobre o retorno de Nero do além, se para mitigar a crença popular ou se para evitar alguma possível forma de veneração, o fato é que o papa mandou demolir o Túmulo dos Domícios e cortar a antiquíssima nogueira. No lugar foi construída uma capela: o núcleo original dela é atualmente, depois de várias transformações e ampliações, a basílica de Santa Maria del Popolo, na Piazza del Popolo em Roma. As cinzas do imperador, muito provavelmente foram atiradas no rio Tibre.
Logo depois da demolição, difundiu-se a ideia de que o restos de Nero teriam sido transferidos para um mausoléu na Via Cassia, fora da Muralha Aureliana. É possível que as autoridades tenham esperado que a distância desencorajasse a peregrinação anua que, ao contrário, continuou. A zona urbana ainda hoje é conhecida como Tomba di Nerone, apesar de uma inscrição latina no local indicar claramente que aquele era o sepulcro do prefeito de Roma Públio Víbio Mariano.